# ديفيد وينهام
ديفيد وينهام (بالإنجليزية: David Wenham)‏: هو ممثل أسترالي وُلد عام 1965 بالعاصمة الأسترالية سيدني، حصل علي العديد من الجوائز عن مختلف الادوار التي قدمها، وأول أعماله في التليفزيون كان من خلال مسلسل Jack Simpson: A Willesee Documentary والذي قدمه عام 1987، أما أول أعماله في السينما كان عام 1992 من خلال فيلم Seeing Red.

## روابط خارجية
- ديفيد وينهام على موقع IMDb (الإنجليزية)
- ديفيد وينهام على موقع روتن توميتوز (الإنجليزية)
- ديفيد وينهام على موقع مونزينجر (الألمانية)
- ديفيد وينهام على موقع قاعدة بيانات الأفلام العربية
- ديفيد وينهام على موقع ألو سيني (الفرنسية)
- ديفيد وينهام على موقع أول موفي (الإنجليزية)
- ديفيد وينهام على موقع قاعدة بيانات الأفلام السويدية (السويدية)
- ديفيد وينهام على موقع إن إن دي بي (الإنجليزية)
- ديفيد وينهام على موقع ديسكوغز (الإنجليزية)
- ديفيد وينهام على موقع قاعدة بيانات الفيلم (الإنجليزية)